# Szczawin-Kolonia
Szczawin-Kolonia est une localité polonaise de la gmina et du powiat de Zgierz en voïvodie de Łódź.